# Eliminatórias da Copa do Mundo FIFA de 2014 - América do Norte, Central e Caribe (terceira fase)
Resultados das partidas da terceira fase das eliminatórias norte, centro-americana e caribenha para a Copa do Mundo FIFA de 2014.
Nessa etapa entraram as equipes ranqueadas de 1 a 6 na confederação, mais as seis equipes vencedoras de seus respectivos grupos na segunda fase. Divididas em três grupos de quatro equipes cada, as duas melhores colocadas de cada grupo avançaram à quarta fase.

## Grupos
| Grupo A                                                    | Grupo B                                      | Grupo C                             |
| ---------------------------------------------------------- | -------------------------------------------- | ----------------------------------- |
| - Estados Unidos - Guatemala - Jamaica - Antígua e Barbuda | - México - Costa Rica - El Salvador - Guiana | - Honduras - Cuba - Canadá - Panamá |

## Resultados

### Grupo A
| Seleção           | Pts | J | V | E | D | GP | GC | SG |
| ----------------- | --- | - | - | - | - | -- | -- | -- |
| Estados Unidos    | 13  | 6 | 4 | 1 | 1 | 11 | 6  | +5 |
| Jamaica           | 10  | 6 | 3 | 1 | 2 | 9  | 6  | +3 |
| Guatemala         | 10  | 6 | 3 | 1 | 2 | 9  | 8  | +1 |
| Antígua e Barbuda | 1   | 6 | 0 | 1 | 5 | 4  | 13 | –9 |

| 8 de junho de 2012 | Estados Unidos                               | 3 – 1     | Antígua e Barbuda | Raymond James Stadium, Tampa           |
| 19:10 (UTC−4)      | Bocanegra 8' · Dempsey 44' (pen) · Gomez 72' | Relatório | Byers 65'         | Público: 23 971 Árbitro: CRC Hugo Cruz |

| 8 de junho de 2012 | Jamaica                    | 2 – 1     | Guatemala        | Independence Park, Kingston                 |
| 20:30 (UTC−5)      | Phillips 40' · Johnson 46' | Relatório | Pezzarossi 90+2' | Público: 14 000 Árbitro: PAN Roberto Moreno |

| 12 de junho de 2012 | Antígua e Barbuda | 0 – 0     | Jamaica | Estádio Sir Vivian Richards, Saint John's     |
| 19:00 (UTC−4)       |                   | Relatório |         | Público: 8 500 Árbitro: GUY Stanley Lancaster |

| 12 de junho de 2012 | Guatemala | 1 – 1     | Estados Unidos | Estádio Mateo Flores, Cidade da Guatemala |
| 20:00 (UTC−6)       | Pappa 81' | Relatório | Dempsey 39'    | Público: 18 000 Árbitro: SLV Joel Aguilar |

| 7 de setembro de 2012 | Jamaica                  | 2 – 1     | Estados Unidos | Independence Park, Kingston                  |
| 19:00 (UTC−5)         | Austin 24' · Shelton 61' | Relatório | Dempsey 1'     | Público: 25 000 Árbitro: MEX Marco Rodríguez |

| 7 de setembro de 2012 | Guatemala                           | 3 – 1     | Antígua e Barbuda | Estádio Mateo Flores, Cidade da Guatemala |
| 20:00 (UTC−6)         | C. Ruiz 60', 79' · Pezzarossi 90+1' | Relatório | Byers 39'         | Público: 8 000 Árbitro: CUB Marco Brea    |

| 11 de setembro de 2012 | Antígua e Barbuda | 0 – 1     | Guatemala   | Estádio Sir Vivian Richards, Saint John's |
| 19:00 (UTC−4)          |                   | Relatório | C. Ruiz 26' | Público: 5 000 Árbitro: CAN David Gantar  |

| 11 de setembro de 2012 | Estados Unidos | 1 – 0     | Jamaica | Columbus Crew Stadium, Columbus          |
| 20:10 (UTC−4)          | Gomez 55'      | Relatório |         | Público: 23 881 Árbitro: HON José Pineda |

| 12 de outubro de 2012 | Antígua e Barbuda | 1 – 2     | Estados Unidos   | Estádio Sir Vivian Richards, Saint John's |
| 19:00 (UTC−4)         | Blackstock 25'    | Relatório | Johnson 20', 90' | Público: 7 000 Árbitro: TRI Neal Brizan   |

| 12 de outubro de 2012 | Guatemala                  | 2 – 1     | Jamaica           | Estádio Mateo Flores, Cidade da Guatemala   |
| 20:00 (UTC−6)         | Figueroa 15' · C. Ruiz 85' | Relatório | Shelton 60' (pen) | Público: 20 717 Árbitro: MEX Roberto García |

| 16 de outubro de 2012 | Estados Unidos                   | 3 – 1     | Guatemala  | Sporting Park, Kansas City                  |
| 18:15 (UTC−5)         | Bocanegra 10' · Dempsey 18', 36' | Relatório | C. Ruiz 5' | Público: 16 947 Árbitro: PAN Roberto Moreno |

| 16 de outubro de 2012 | Jamaica                                          | 4 – 1     | Antígua e Barbuda | Independence Park, Kingston                |
| 18:15 (UTC−5)         | Phillips 16' · Nosworthy 18' · Richards 77', 88' | Relatório | Griffith 61'      | Público: 8 000 Árbitro: CRC Walter Quesada |

### Grupo B
| Seleção     | Pts | J | V | E | D | GP | GC | SG  |
| ----------- | --- | - | - | - | - | -- | -- | --- |
| México      | 18  | 6 | 6 | 0 | 0 | 15 | 2  | +13 |
| Costa Rica  | 10  | 6 | 3 | 1 | 2 | 14 | 5  | +9  |
| El Salvador | 5   | 6 | 1 | 2 | 3 | 8  | 11 | –3  |
| Guiana      | 1   | 6 | 0 | 1 | 5 | 5  | 24 | –19 |

| 8 de junho de 2012 | México                                              | 3 – 1     | Guiana            | Estádio Azteca, Cidade do México           |
| 19:00 (UTC−5)      | Salcido 10' · dos Santos 15' · Rodrigues 51' (g.c.) | Relatório | Moreno 62' (g.c.) | Público: 80 401 Árbitro: PUR Javier Santos |

| 8 de junho de 2012 | Costa Rica                 | 2 – 2     | El Salvador                | Estádio Nacional da Costa Rica, San José  |
| 20:00 (UTC−6)      | Saborío 10' · Campbell 15' | Relatório | Gutiérrez 23' · Romero 53' | Público: 23 701 Árbitro: GUA Walter López |

| 12 de junho de 2012 | Guiana | 0 – 4     | Costa Rica                           | Estádio Providence, Georgetown           |
| 20:00 (UTC−4)       |        | Relatório | Saborío 20', 26', 52' · Campbell 72' | Público: 11 000 Árbitro: CUB Marcos Brea |

| 12 de junho de 2012 | El Salvador | 1 – 2     | México                  | Estádio Cuscatlán, San Salvador          |
| 19:30 (UTC−6)       | Pacheco 64' | Relatório | Zavala 60' · Moreno 82' | Público: 29 712 Árbitro: HON José Pineda |

| 7 de setembro de 2012 | El Salvador               | 2 – 2     | Guiana        | Estádio Cuscatlán, San Salvador           |
| 19:30 (UTC−6)         | Gutiérrez 3' · Romero 28' | Relatório | Bobb 16', 53' | Público: 24 000 Árbitro: USA Jair Marrufo |

| 7 de setembro de 2012 | Costa Rica | 0 – 2     | México                   | Estádio Nacional da Costa Rica, San José    |
| 20:05 (UTC−6)         |            | Relatório | Salcido 44' · Zavala 52' | Público: 32 500 Árbitro: PAN Roberto Moreno |

| 11 de setembro de 2012 | Guiana                    | 2 – 3     | El Salvador                        | Estádio Providence, Georgetown            |
| 20:00 (UTC−4)          | Richardson 1' · Nurse 62' | Relatório | Romero 13' · Alas 51' · Burgos 77' | Público: 4 141 Árbitro: JAM Raymond Bogle |

| 11 de setembro de 2012 | México        | 1 – 0     | Costa Rica | Estádio Azteca, Cidade do México               |
| 20:00 (UTC−5)          | Hernández 61' | Relatório |            | Público: 44 007 Árbitro: JAM Courtney Campbell |

| 12 de outubro de 2012 | Guiana | 0 – 5     | México                                                                      | BBVA Compass Stadium, Houston, Estados Unidos[a] |
| 20:00 (UTC−4)         |        | Relatório | Guardado 78' · Peralta 79' · Pollard 82' (g.c.) · Hernández 84' · Reyna 86' | Público: 12 115 Árbitro: GUA Walter López        |

| 12 de outubro de 2012 | El Salvador | 0 – 1     | Costa Rica | Estádio Cuscatlán, San Salvador          |
| 19:30 (UTC−6)         |             | Relatório | Cubero 31' | Público: 35 082 Árbitro: USA Mark Geiger |

| 16 de outubro de 2012 | Costa Rica                                                                       | 7 – 0     | Guiana | Estádio Nacional da Costa Rica, San José      |
| 19:00 (UTC−6)         | Brenes 10', 48' · Gamboa 14' · Saborío 51' (pen), 77' · Bolaños 61' · Borges 70' | Relatório |        | Público: 27 500 Árbitro: HON Héctor Rodríguez |

| 16 de outubro de 2012 | México                      | 2 – 0     | El Salvador | Estádio Corona, Torreón                   |
| 20:00 (UTC−5)         | Peralta 64' · Hernández 85' | Relatório |             | Público: 26 333 Árbitro: PAN Jafeth Perea |

### Grupo C
| Seleção  | Pts | J | V | E | D | GP | GC | SG |
| -------- | --- | - | - | - | - | -- | -- | -- |
| Honduras | 11  | 6 | 3 | 2 | 1 | 12 | 3  | +9 |
| Panamá   | 11  | 6 | 3 | 2 | 1 | 6  | 2  | +4 |
| Canadá   | 10  | 6 | 3 | 1 | 2 | 6  | 10 | –4 |
| Cuba     | 1   | 6 | 0 | 1 | 5 | 1  | 10 | –9 |

| 8 de junho de 2012 | Cuba | 0 – 1     | Canadá     | Estádio Pedro Marrero, Havana                 |
| 14:00 (UTC−4)      |      | Relatório | Occean 54' | Público: 7 000 Árbitro: JAM Courtney Campbell |

| 8 de junho de 2012 | Honduras | 0 – 2     | Panamá         | Estádio Olímpico Metropolitano, San Pedro Sula |
| 19:30 (UTC−6)      |          | Relatório | Pérez 65', 80' | Público: 28 215 Árbitro: MEX Roberto García    |

| 12 de junho de 2012 | Canadá | 0 – 0     | Honduras | BMO Field, Toronto                             |
| 19:45 (UTC−4)       |        | Relatório |          | Público: 16 132 Árbitro: SUR Enrico Wijngaarde |

| 12 de junho de 2012 | Panamá       | 1 – 0     | Cuba | Estádio Rommel Fernández, Cidade do Panamá |
| 20:05 (UTC−5)       | Barahona 57' | Relatório |      | Público: 21 000 Árbitro: USA Mark Geiger   |

| 7 de setembro de 2012 | Cuba | 0 – 3     | Honduras                                    | Estádio Pedro Marrero, Havana              |
| 15:00 (UTC−4)         |      | Relatório | Bengtson 32' · Bernárdez 62' · Chávez 90+3' | Público: 8 000 Árbitro: CRC Walter Quesada |

| 7 de setembro de 2012 | Canadá         | 1 – 0     | Panamá | BMO Field, Toronto                         |
| 19:45 (UTC−4)         | De Rosario 77' | Relatório |        | Público: 17 586 Árbitro: CRC Jeffrey Solís |

| 11 de setembro de 2012 | Panamá                    | 2 – 0     | Canadá | Estádio Rommel Fernández, Cidade do Panamá |
| 20:05 (UTC−5)          | Blackburn 22' · Pérez 57' | Relatório |        | Público: 20 000 Árbitro: SLV Elmer Bonilla |

| 11 de setembro de 2012 | Honduras     | 1 – 0     | Cuba | Estádio Olímpico Metropolitano, San Pedro Sula |
| 19:30 (UTC−6)          | Bengtson 33' | Relatório |      | Público: 12 000 Árbitro: GUA Walter López      |

| 12 de outubro de 2012 | Canadá                                 | 3 – 0     | Cuba | BMO Field, Toronto                         |
| 19:45 (UTC−4)         | Ricketts 14' · Johnson 73' · Edgar 78' | Relatório |      | Público: 17 712 Árbitro: PUR Javier Santos |

| 12 de outubro de 2012 | Panamá | 0 – 0     | Honduras | Estádio Rommel Fernández, Cidade do Panamá |
| 21:05 (UTC−5)         |        | Relatório |          | Público: 27 000 Árbitro: SLV Joel Aguilar  |

| 16 de outubro de 2012 | Cuba      | 1 – 1     | Panamá       | Estádio Pedro Marrero, Havana                 |
| 16:00 (UTC−4)         | Gómez 37' | Relatório | Barahona 77' | Público: 3 500 Árbitro: GUY Stanley Lancaster |

| 16 de outubro de 2012 | Honduras                                                         | 8 – 1     | Canadá   | Estádio Olímpico Metropolitano, San Pedro Sula |
| 14:00 (UTC−6)         | Bengtson 7', 17', 83' · Costly 29', 49', 88' · Martínez 33', 61' | Relatório | Hume 77' | Público: 38 000 Árbitro: MEX Mauricio Morales  |